# Saint-Laurent (Côtes-d'Armor)
Pour les articles homonymes, voir Saint-Laurent.
Saint-Laurent [sɛ̃lɔʁɑ̃] est une commune française située dans le département des Côtes-d'Armor en région Bretagne. Elle se situe en pays trégorrois.
Ses habitants sont appelés les Saint-Laurentais et les Saint-Laurentaises.

## Géographie

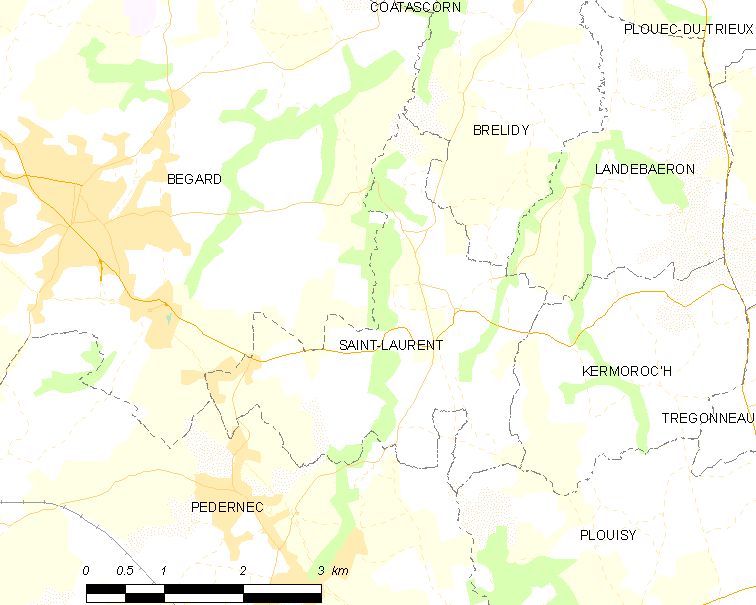
Carte de la commune de Saint-Laurent (Côtes-d'Armor)

| Bégard   |               | Brélidy Landebaëron |
|          | Saint-Laurent | Kermoroc'h          |
| Pédernec |               | Plouisy             |

### Hydrographie
Pour un article plus général, voir Réseau hydrographique des Côtes-d'Armor.
La commune est située dans le bassin Loire-Bretagne. Elle est drainée par le Jaudy, le Théoulas et le Run en Spern,,.
Le Jaudy, d'une longueur de 48 km, prend sa source dans la commune de Tréglamus et se jette  dans la Manche en limite de Plouguiel et de Kerbors, après avoir traversé 13 communes. 

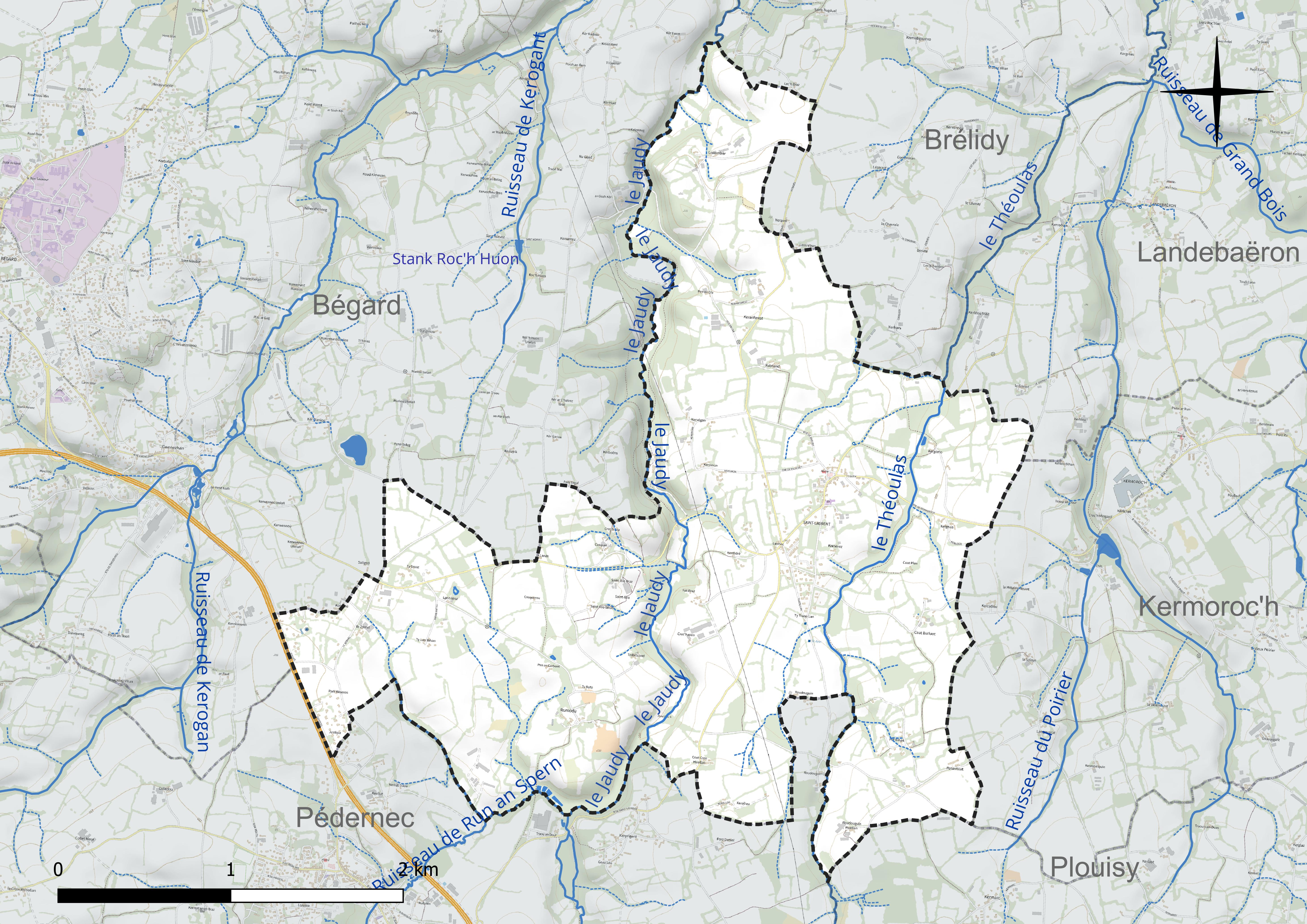
Réseau hydrographique de Saint-Laurent.

Le Théoulas, d'une longueur de 13 km, prend sa source dans la commune de Plouisy et se jette  dans le Jaudy à Coatascorn, après avoir traversé huit communes. 

### Climat
Pour des articles plus généraux, voir Climat de la Bretagne et Climat des Côtes-d'Armor.
En 2010, le climat de la commune est de type climat océanique franc, selon une étude du CNRS s'appuyant sur une série de données couvrant la période 1971-2000. En 2020, Météo-France publie une typologie des climats de la France métropolitaine dans laquelle la commune est exposée à un climat océanique et est dans la région climatique  Finistère nord, caractérisée par une pluviométrie élevée, des températures douces en hiver (6 °C), fraîches en été et des vents forts. Parallèlement l'observatoire de l'environnement en Bretagne publie en 2020 un zonage climatique de la région Bretagne, s'appuyant sur des données de Météo-France de 2009. La commune est, selon ce zonage, dans la zone « Intérieur », exposée à un climat médian, à dominante océanique.  
Pour la période 1971-2000, la température annuelle moyenne est de 11,1 °C, avec une amplitude thermique annuelle de 10,8 °C. Le cumul annuel moyen de précipitations est de 964 mm, avec 15,2 jours de précipitations en janvier et 7,4 jours en juillet. Pour la période 1991-2020, la température moyenne annuelle observée sur la station météorologique la plus proche, située sur la commune de La Roche-Jaudy à 14 km à vol d'oiseau, est de 11,8 °C et le cumul annuel moyen de précipitations est de 887,1 mm,. Pour l'avenir, les paramètres climatiques de la commune estimés pour 2050 selon différents scénarios d'émission de gaz à effet de serre sont consultables sur un site dédié publié par Météo-France en novembre 2022.

## Urbanisme

### Typologie
Au 1er janvier 2024, Saint-Laurent est catégorisée commune rurale à habitat dispersé, selon la nouvelle grille communale de densité à 7 niveaux définie par l'Insee en 2022.
Elle est située hors unité urbaine et hors attraction des villes,.

### Occupation des sols
L'occupation des sols de la commune, telle qu'elle ressort de la base de données européenne d’occupation biophysique des sols Corine Land Cover (CLC), est marquée par l'importance des territoires agricoles (85,7 % en 2018), en augmentation par rapport à 1990 (81,1 %). La répartition détaillée en 2018 est la suivante : 
zones agricoles hétérogènes (71,7 %), terres arables (14 %), forêts (12,3 %), zones urbanisées (2 %). L'évolution de l’occupation des sols de la commune et de ses infrastructures peut être observée sur les différentes représentations cartographiques du territoire : la carte de Cassini (XVIIIe siècle), la carte d'état-major (1820-1866) et les cartes ou photos aériennes de l'IGN pour la période actuelle (1950 à aujourd'hui).

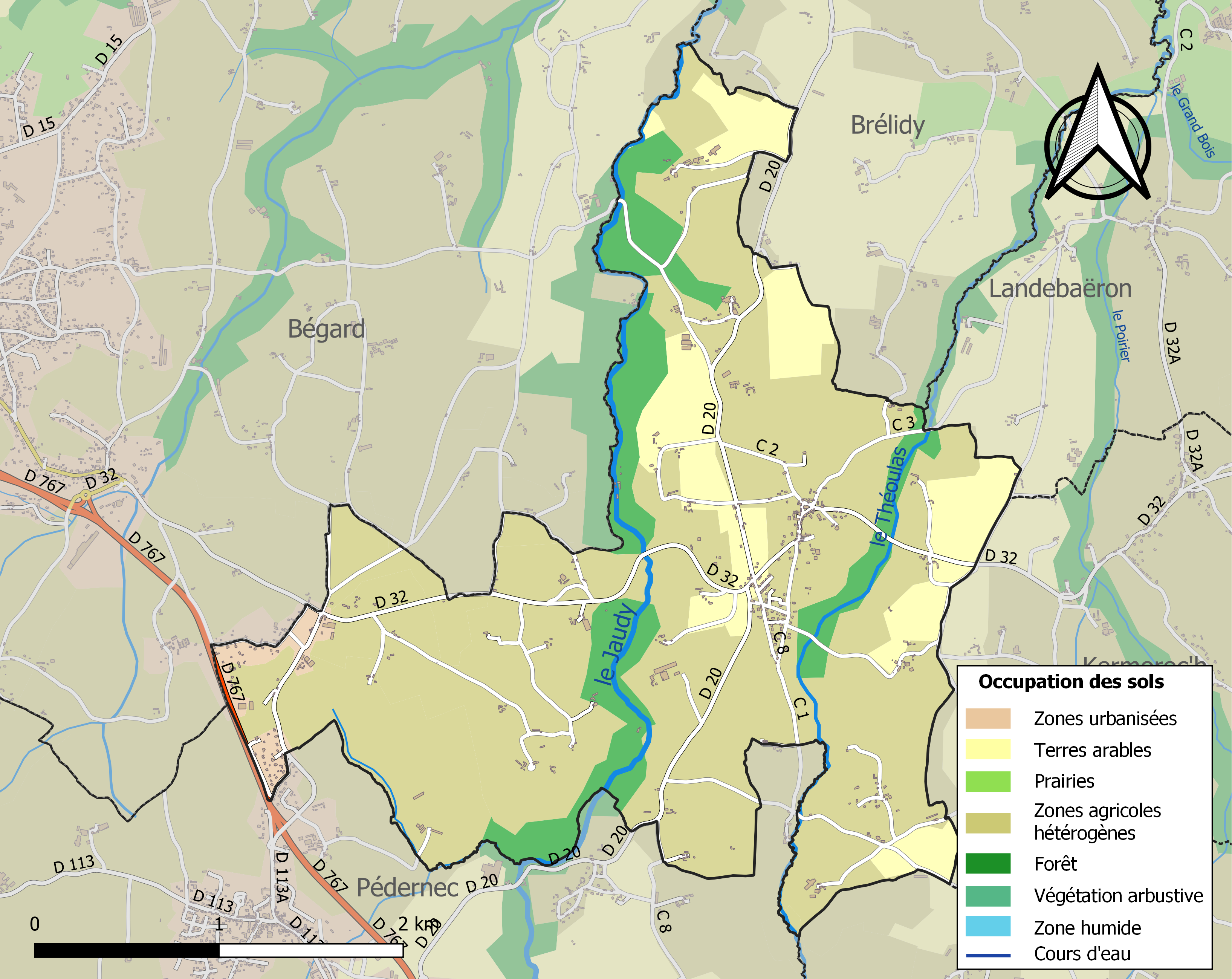
Carte des infrastructures et de l'occupation des sols de la commune en 2018 (CLC).

## Toponymie
Le nom de la localité est attesté sous les formes ecclesia de Lanlouren à la fin du XIVe siècle, parochia de Lanleuran en 1414, Lanlouran en 1427, 1442 et en 1461, Lanlaurens en 1481, Sainct Lorans en 1496.
Saint-Laurent est cité comme paroisse en 1427 sous le nom de Lanlouran. Lanlouran est formé du mot breton lann qui signifie ermitage et du nom du saint breton Louran (Lauron ou Laurent).

## Histoire
Saint-Laurent est cité comme paroisse en 1427 sous le nom de Lanlouran (archives de Loire Atlantique, B2980).

### Les Hospitaliers
La commanderie du Palacret, dépendant de l'ordre de Saint-Jean de Jérusalem, située à Saint-Laurent, possédait près de 300 fermes, 6 églises, 10 chapelles, 6 moulins, répartis dans 21 paroisses et trèves (Saint-Laurent, Louargat, Moustéru, Prat, Runan, Plouisy, Squiffiec , Saint-Gilles, Boqueho, Lannion, Ploumilliau, Ploulec'h, Plounévez-Moëdec, Plounérin, Loguivy-Plougras, Penvénan, Coatréven, Locquirec, Lannéanou, Saint-Jean-du-Temple) des actuels départements des Côtes-d'Armor et du Finistère. Son existence est attestée dès le XIVe siècle ; elle fut rasée peu après la Révolution française.
Entre 1312 et 1792 trente commandeurs se sont succédé à la tête du Palacret, dont Léonor de Beaulieu de Bethomas à partir du 6 décembre 1691.
La commanderie du Palacret possédait au XVIIe siècle 6 moulins banaux en activité, bénéficiait de droits perçus sur les foires et marchés de Louargat (y compris sur les halles de Saint-Éloi) et Runan, percevaient la dîme et les lods et ventes sur les quévaises des paysans vassaux et disposait des droits de haute, moyenne, et basse justice.
La commanderie est vendue comme bien national (la chapelle en 1795, le manoir en 1797 [il servit de carrière] et le moulin du Paraclet en 1806).

### Révolution française
Au cours de la Révolution française, la commune porta provisoirement le nom de Brolan.

### LeXXesiècle

#### Les guerres duXXesiècle
Le monument aux morts porte les noms des 41 soldats morts pour la Patrie :
- 40 sont morts durant la Première Guerre mondiale ;
- 1 est mort durant la Seconde Guerre mondiale.

## Politique et administration

### Liste des maires
| Période                                  | Période                   | Identité                        | Étiquette | Qualité |
| ---------------------------------------- | ------------------------- | ------------------------------- | --------- | --- |
| Les données manquantes sont à compléter. |                           |                                 |           | |
| ?                                        | mars 1871 (décès)         | Jean Marie Le Calvez            |           | |
| mai 1871                                 | décembre 1899             | Pierre Julien Le Camus          |           | |
| janvier 1900                             | ?                         | Jean Le Brizaut                 |           | |
| 1907                                     | octobre 1947              | Yves-Marie Le Brizaut           |           | Cultivateur |
| octobre 1947                             | avril 1971 (décès)        | François Le Brizaut (1899-1971) | PCF       | Cultivateur et syndicaliste CGA, résistant Neveu du précédent Médaille de la Résistance                                           |
| mai 1971                                 | mars 1989                 | Aimé Perchec                    | DVG       | Agriculteur |
| mars 1989                                | 23 mars 2001              | François Godest (1938-2022)     | PCF       | Agriculteur et entrepreneur agricole                                                                                              |
| 23 mars 2001                             | 4 avril 2014              | Yves Chesnot                    | PS        | Agriculteur 5e vice-président de la CC du Pays de Bégard (2001 → 2008) 3e vice-président de la CC du Pays de Bégard (2008 → 2014) |
| 4 avril 2014                             | En cours (au 28 mai 2020) | Annie Le Gall                   | PS        | Agricultrice 3e vice-présidente de la CC du Pays de Bégard (2014 → 2016) Réélue pour le mandat 2020-2026                          |

## Démographie
L'évolution du nombre d'habitants est connue à travers les recensements de la population effectués dans la commune depuis 1793. Pour les communes de moins de 10 000 habitants, une enquête de recensement portant sur toute la population est réalisée tous les cinq ans, les populations de référence des années intermédiaires étant quant à elles estimées par interpolation ou extrapolation. Pour la commune, le premier recensement exhaustif entrant dans le cadre du nouveau dispositif a été réalisé en 2006.

En 2022, la commune comptait 533 habitants, en évolution de +8,78 % par rapport à 2016 (Côtes-d'Armor : +1,78 %, France hors Mayotte : +2,11 %).
| 1793 | 1800 | 1806 | 1821 | 1831 | 1836 | 1841 | 1846 | 1851 |
| ---- | ---- | ---- | ---- | ---- | ---- | ---- | ---- | ---- |
| 646  | 618  | 634  | 685  | 801  | 854  | 823  | 803  | 861  |

| 1856 | 1861 | 1866 | 1872 | 1876 | 1881 | 1886 | 1891 | 1896 |
| ---- | ---- | ---- | ---- | ---- | ---- | ---- | ---- | ---- |
| 864  | 887  | 970  | 951  | 921  | 854  | 853  | 816  | 775  |

| 1901 | 1906 | 1911 | 1921 | 1926 | 1931 | 1936 | 1946 | 1954 |
| ---- | ---- | ---- | ---- | ---- | ---- | ---- | ---- | ---- |
| 765  | 737  | 673  | 573  | 535  | 518  | 528  | 524  | 445  |

| 1962 | 1968 | 1975 | 1982 | 1990 | 1999 | 2006 | 2011 | 2016 |
| ---- | ---- | ---- | ---- | ---- | ---- | ---- | ---- | ---- |
| 393  | 333  | 330  | 361  | 437  | 418  | 409  | 502  | 490  |

| 2021 | 2022 | - | - | - | - | - | - | - |
| ---- | ---- | - | - | - | - | - | - | - |
| 512  | 533  | - | - | - | - | - | - | - |

## Lieux et monuments
- Église Saint-Laurent, où se trouve un Christ en croix en bois polychrome datant du XVe siècle.

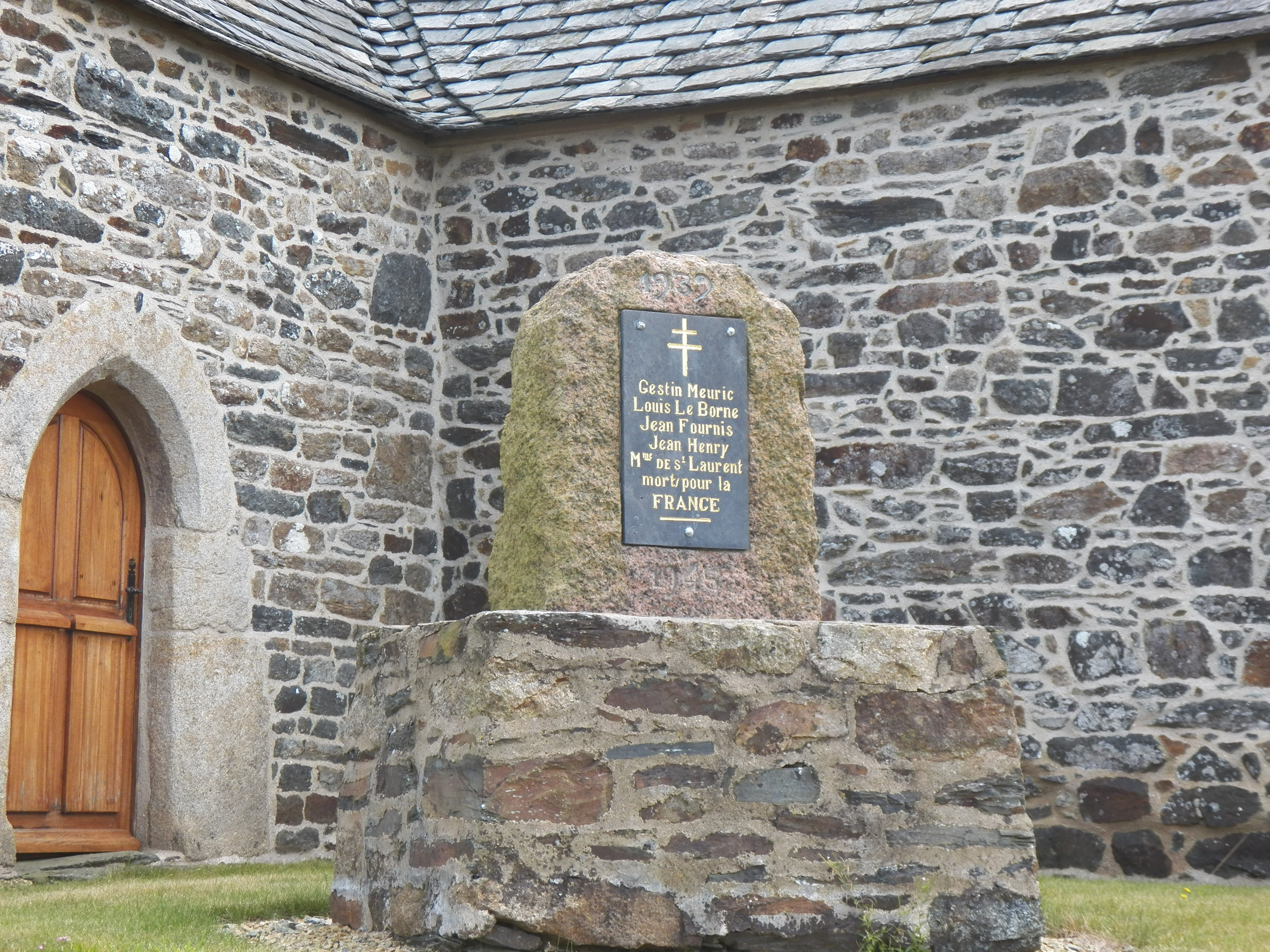
Saint-Laurent - Côtes-d'Armor.

- Plaque commémorative.